# Хріниця польова
Хріниця польова (Lepidium campestre) — вид рослин родини капустяні.

## Будова
Невелика (20–60 см) сиза рослина з дуже розгалуженим стеблом. Суцвіття зібране у верхній частині рослини. Воно має згори квіти, а донизу зелені плоскі овальні стручки близько 6 мм довжини та 4 мм ширини. Кожен стручок містить дві 2,5 мм насінини. Стовбур покритий листям з зубатим краєм та волосинками.

## Поширення та середовище існування
Зустрічається як бур'ян на схилах балок, побіля доріг на пустирищах в степовій та лісостеповій частині України, на Кавказі, в Малій та Середній Азії.

## Практичне використання
Рослина належить до того ж роду, що і кресс-салат посівний. У насінні хріниці міститься 22,2–28,5 % жирної світло-жовтої олії з гострим, майже пекучим смаком, що нагадує смак гіркого перцю. І саму рослину і її олію використовували як присмаку до салатів та рибних чи м'ясних страв. Листя вживають сирим, чи відварюють протягом 10 хв.
Розглядають можливість використання хріниці польової як сільськогосподарської олійної рослини.

## Галерея

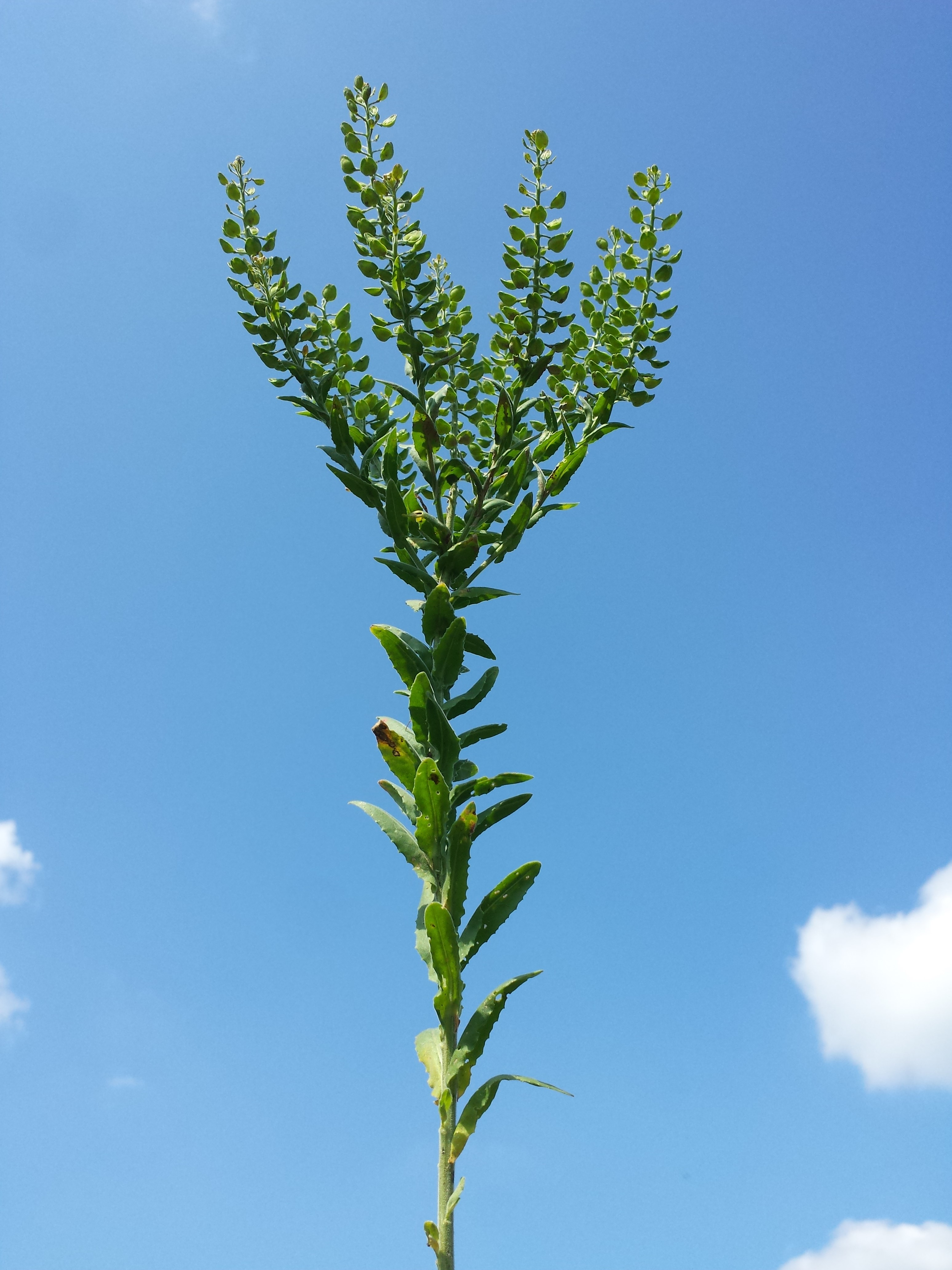
Доросла рослина
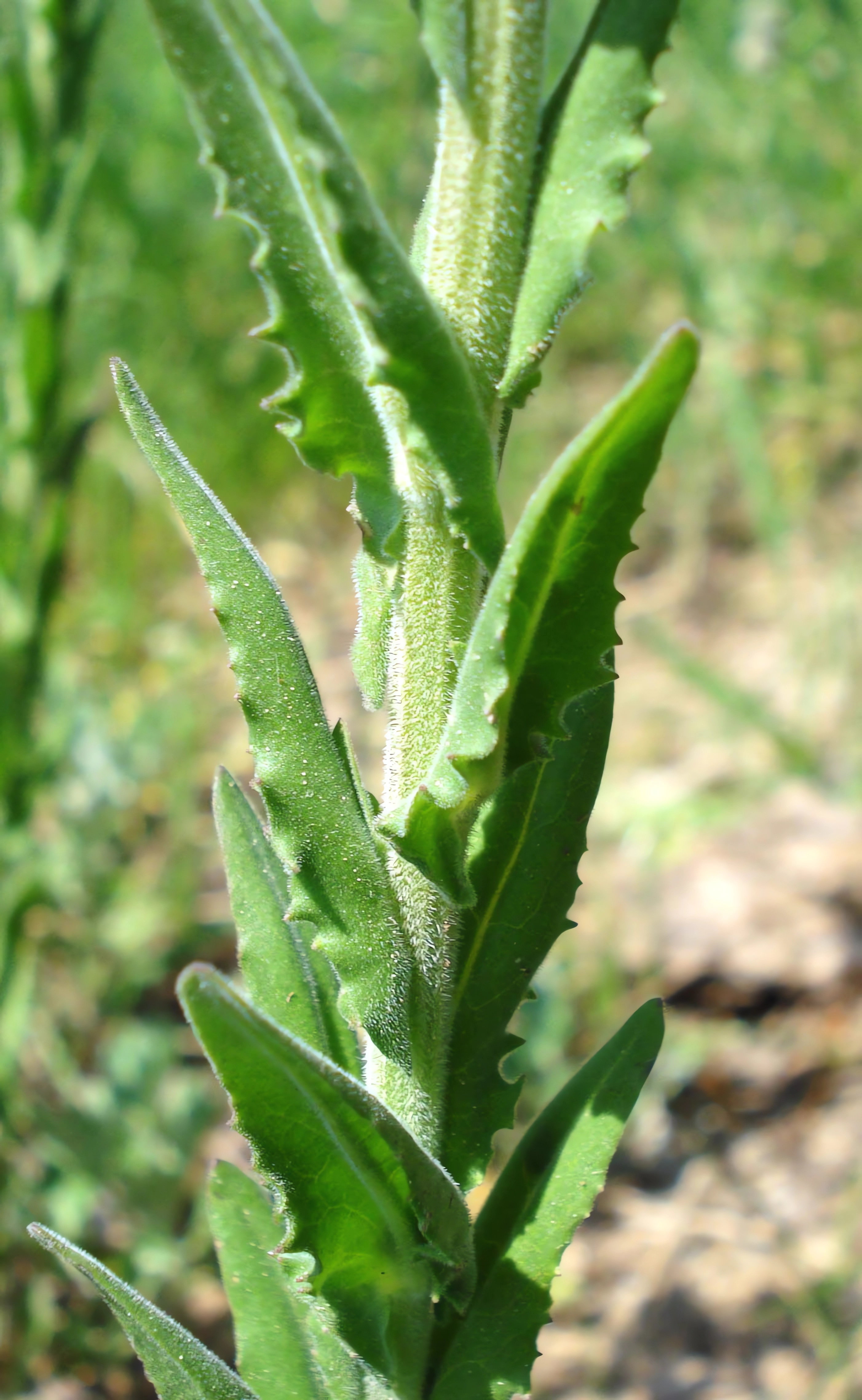
Листя
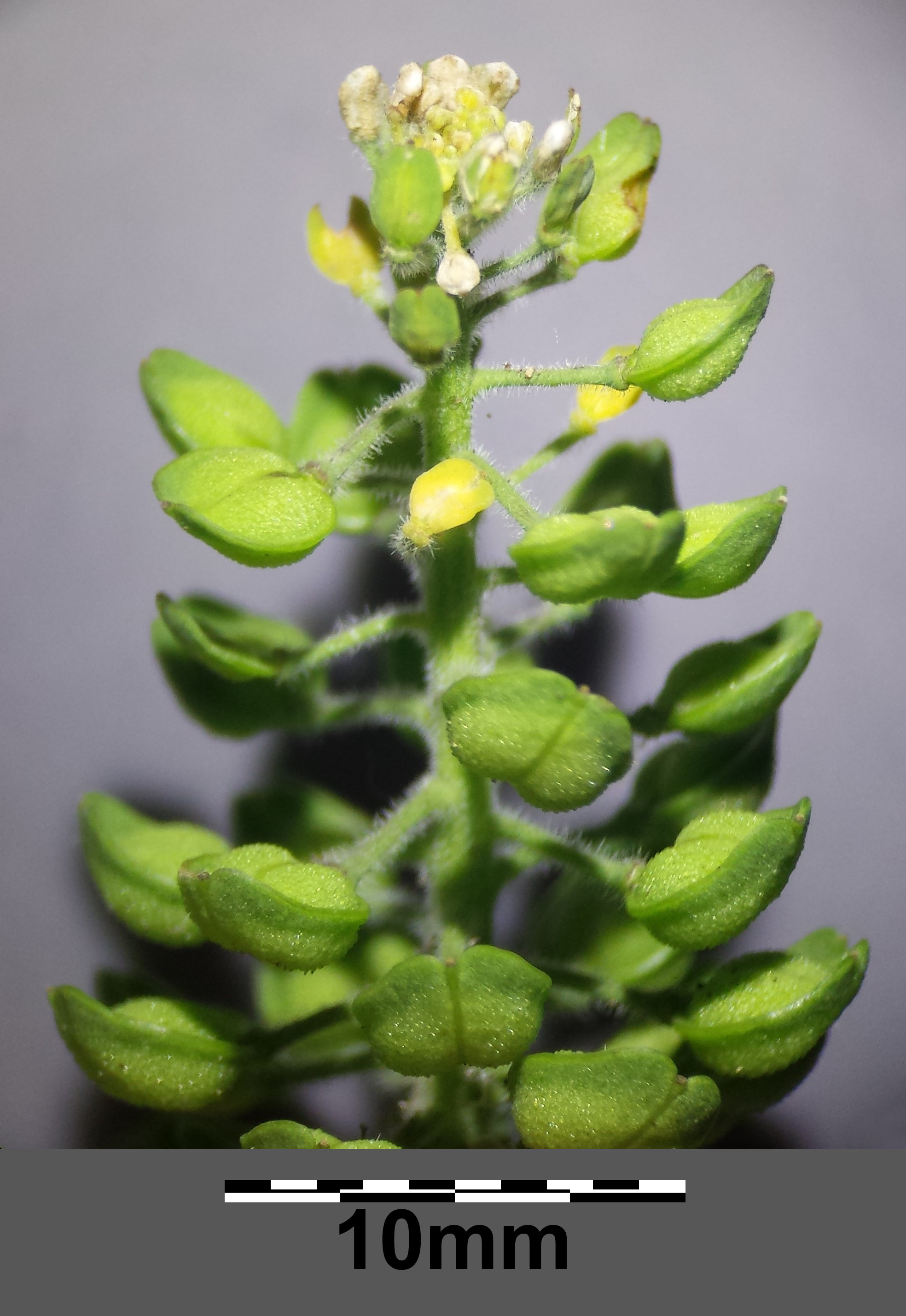
Суцвіття